# L'uomo senza qualità (album)
L'uomo senza qualità è il terzo album in studio del rapper italiano Rayden, pubblicato il 22 maggio 2012 dalla The Saifam Group.

## Descrizione
Prodotto da Rayden insieme a Prez, Matt Pawana, Tyrelli, Vox P e NeroArgento, il disco verte verso sonorità molto più di facile ascolto rispetto ai precedenti album del rapper torinese.

## Tracce
1. L'uomo senza qualità (feat. Raige) – 3:07
2. Libertà – 3:34
3. Pari opportunità – 3:47
4. Impressa (feat. Entics) – 3:24
5. Su MTV – 3:26
6. Anche le stelle (feat. Emis Killa & Jake La Furia) – 3:49
7. Samuel Eto'o – 3:49
8. Così come sei – 3:26
9. Le donne e il calcio – 3:03
10. Top Ten (feat. Fabri Fibra & DJ Double S) – 3:18
11. Trinità (feat. Raige & Ensi) – 3:48
12. Senza orari – 3:02
13. Sognare – 3:00
14. Troppo per (feat. Vox P) – 3:28
15. Fin qua (feat. NeroArgento) – 4:20